# Давичо, Оскар
Оскар Давичо (18 января 1909 — 30 сентября 1989) — югославский сербский писатель и переводчик, поэт-сюрреалист, партийный деятель (КПЮ), журналист, в годы Второй мировой войны участник движения сопротивления в Югославии.

## Биография
Оскар Давичо родился в чиновничьей еврейской семье в городке Шабац. Его отец был атеистом и сторонником социализма. С началом Первой мировой войны, когда в Шабаце проходили бои, город подвергся разрушению и потерял половину населения, семья Давичо переехала в Неготин, но по завершении войны вернулась.
Оскар получил образование в шабацкой гимназии, а далее в Первой белградской гимназии, но был исключён за свободные тексты в ученическом журнале «Окно». Завершил гимназические курсы с частными преподавателями, некоторое время жил и изучал романские языки в Париже, зарабатывая на жизнь и посещая собрания Французской компартии. Вернувшись в Белград, поступил на филологический факультет местного университета, окончил его в 1930 году. Преподавал французский в учебных заведениях и частным образом. С конца 1920-х начал активно печатать свои стихи и эссе, является самым молодым и, по оценке искусствоведа Йована Деретича, талантливейшим из югославских сюрреалистов.
За участие в деятельности запрещённой в Королевстве Югославия Коммунистической партии Давичо несколько раз был арестован и отбывал пятилетний срок заключения. Следующий раз был задержан в 1938 году, когда вышла его книга «Песме» (Песни), объявленная как такая, что серьёзно нарушает общественную мораль. Зато в 1940 году был исключён из рядов КПЮ за сотрудничество с официальными изданиями (под псевдонимом опубликовал цикл стихов «Хана» и перевод «Поднятой целины» Шолохова).
До войны жил в Белграде и Загребе. В первые дни войны был интернирован итальянскими оккупантами за организацию подпольной радиостанции в Сплите. Бежал из плена в 1943 году и присоединился к Первой пролетарской бригаде, с которой прошёл ряд боёв, включая Белградскую операцию. Занимался информационной работой, пропагандой.
В конце войны стал одним из основателей Телеграфного агентства новой Югославии и нескольких журналов. Среди журналистских достижений Оскара Давичо работа корреспондентом во время Нюрнбергского процесса, репортажи с гражданской войны в Греции в составе отрядов Маркоса Вафиадиса, репортажи собраны в книгу путевых записок «Црно на бело» (1962), посвящённые освободительному движению в странах Африки.

## Творчество
Первое произведение Оскара Давичо было опубликовано в журнале «Недељна илустрација» в 1923 году. Первый стих — во время обучения в белградской гимназии (1925). Со временем стал одним из самых плодовитых литераторов Югославии, приуроченное к 60-летию автора собрание сочинений насчитывает 20 томов. Однако из подростковых и юношеских произведений считаются утраченными почти все, также некоторые более поздние рукописи утеряны во времена Второй мировой войны. Благодаря таланту, трудолюбию, а также давнему сотрудничеству с КПЮ и участию в партизанской борьбе во времена СФРЮ Давичо стал признанным авторитетом в литературе и привилегированным автором. С 1951 года — член Академии наук и искусств, член Совета Федерации СФРЮ, Герой социалистического труда, обладатель почти двадцати литературных наград, в частности, трижды получал премию журнала НИН.

### Поэтические произведения
Смолоду тесно сотрудничал с Дьердем Костмчем, Душаном Матичем, другими поэтами-сюрреалистами. С первых шагов в литературе приобрёл признание, используя традиционную для сюрреализма технику автоматического письма. Начиная с 1930-х годов искал компромисс между идеологией освобождения рабочего класса и эстетикой сюрреализма. Например, запрещённую в 1938 году королевской цензурой книгу «Песме» левые критики восприняли как свою победу: «Давичо сошёл с Олимпа сюрреализма в социальную поэзию» (серб. Давичо је сишао са Олимпа надреализма в социјалну поезију).

### Проза
Как прозаик Оскар Давичо сформировался в военное и послевоенное время. Развитию писателя способствовала журналистская деятельность, в которой Давичо был активен в 1940—1960 годах. Филолог-романист, автор и соавтор нескольких переводов, Давичо был хорошо знаком с развитием современной ему западной и советской литературы.
Придерживаясь в своём творчестве коммунистических доктрин и принципов реализма, находил место для модернистских экспериментов, оставался тонким лириком. Применяемую и в ранних работах технику потока сознания дополнил другой самостоятельно разработанной техникой драматургии внутренней жизни.

## Произведения
Поэзия
- Трагови, 1928.
- Четири стране света и тако даље, 1930.
- Анатомија, 1930.
- Песме (Детињство, Младост, Бродолом, Љубав, Немир), 1938.
- Зрењанин, 1949.
- Вишња за зидом, 1950.
- Хана, 1951.
- Човеков човек, 1953.
- Настањене очи, 1954.
- Флора, 1955.
- Каирос, 1959.
- Тропи, 1959.
- Снимци, 1963.
- Трг Ем, 1968.
- Прочитани језик, 1972.
- Стрип стоп (с Предрагом Нешковичем), 1973.
- Тело телу, 1975.
- Веверице-лептири или надопис обојеног жбуња, 1976.
- Речи на делу, 1977.
- Мистерија дана, 1979.
- Трема смрти, 1982.
- Гладни столив, 1983.
- Ђачка свеска сећања, 1985.
- Мали огласи смрти, 1986.
- Двојезична ноћ, 1987.
- Митолошки зверињак смрти, 1987.
- Светлаци неслични себи, 1987.
- Песмице: а дифтонг се обесио, 1988.
- Ридаји над судбином у магли, 1988.
- Прва рука (посмертно), 1999.
- Детињство и друге песме (посмертно), 2006.
- Кров олује (посмертный сборник к столетию со дня рождения), 2008.

Романы
- Песма, 1952.
- Бетон и свици, 1955.
- Радни наслов бескраја, 1958.
- Генералбас, 1962.
- Ћутње, 1963.
- Глади, 1963.
- Тајне, 1964.
- Бекства, 1966.
- Завичаји, 1971.
- Господар заборава, 1980.

Мемуары
- По занимању самоубица, 1988.

Эссе и критические тексты
- Положај надреализма у друштвеном процесу, 1932.
- Поезија и отпори, 1952.
- Пре подне, 1960.
- Нотес, 1969.
- Пристојности, 1969.
- Новине невино, 1969.
- Поезија, отпори и неотпори, 1969.
- Ритуали умирања језика, 1971.
- Под-текст, 1979.
- Под-сећања, 1981.

Короткая проза
- Нежне приче, 1984.

Дорожные записки
- Међу Маркосовим партизанима, 1947.
- Црно на бело, 1962.

Полемические произведения
- Процеси, 1983.
- Полемика и даље, 1986.

Драматургия
- Љубав у четири усне, 1956.
- Месије Месијах ох, 1986.

Киносценарии
- Мајка Катина, 1947.
- До победе, 1948.
- Дечак Мита, 1950.
- Последњи дан, 1951.

Переводы
- С немецкого: Томас Манн Буденброки, (соавтор перевода: Огнен Приц), 1939.
- С русского: Николай Михайлов Природные богатства Советского союза (соавтор перевода: Д. Клепац), 1940; Михаил Шолохов Поднятая целина, 1968; Белла Ахмадулина Грозница, 1968; Евгений Евтушенко Избранные песни (с группой соавторов), 1973.